# Deutsche Post Mobility

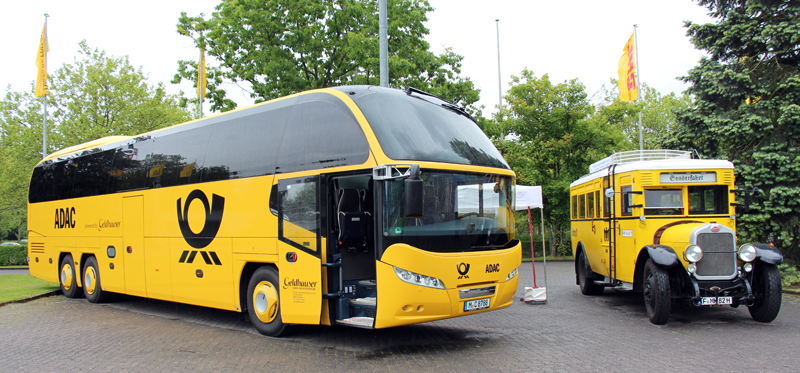
ADAC-Postbus neben einem historischen Kraftpostbus (Vorstellung im Mai 2013)

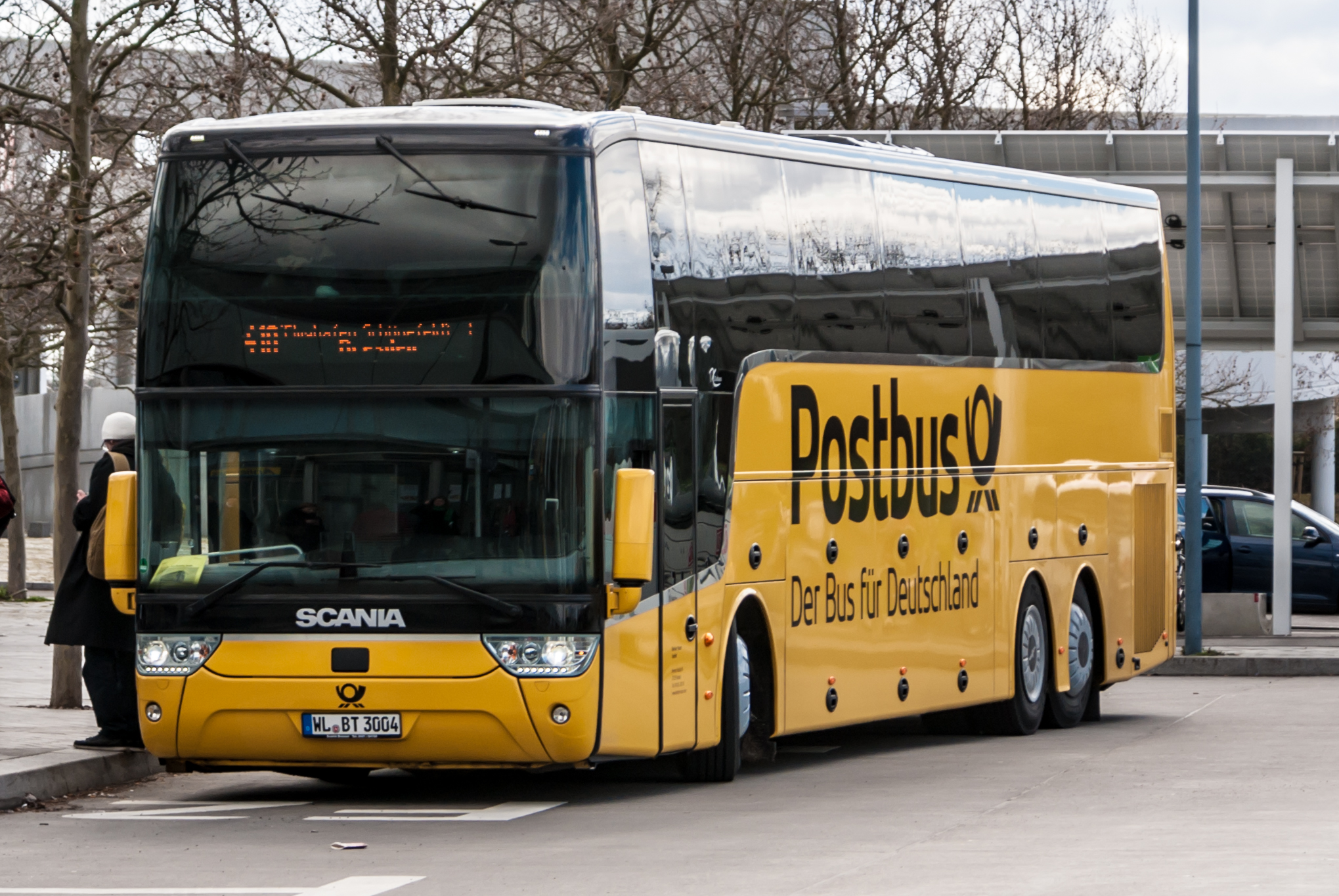
Scania mit Aufbau von Van Hool (Altano) als Postbus in Berlin (2015)

Die Deutsche Post Mobility GmbH war ein am 14. Januar 2013 unter der Marke „ADAC Postbus“ gegründetes Fernbus-Unternehmen, ab dem 1. April 2015 erfolgte der Auftritt unter der Marke „Postbus“. Am 1. November 2016 wurde der weitaus größte Teil der Linien an Flixbus übergeben oder eingestellt. Die Einstellung der letzten Linien erfolgte zum 12. Februar 2017.

## Geschichte
Die Post war jahrzehntelang in Deutschland traditionell in der Personenbeförderung aktiv (siehe Kraftpost). 1985 übergab die Deutsche Bundespost jedoch diesen Geschäftsbereich, mit dem vor allem ländliche Gebiete bedient wurden, an die Deutsche Bundesbahn.
Knapp 30 Jahre später, im Mai 2013 begann das mittlerweile zur Deutschen Post AG gewordene Unternehmen eine Kooperation mit dem ADAC zur Aufnahme eines Fernbusreiseverkehrs. Hintergrund war die zuvor erstmals erfolgte Liberalisierung des Fernbusverkehrs in Deutschland. Im Oktober 2013 startete die erste Pilotlinie Köln–München, am 1. November 2013 begann der Planbetrieb. Als Markenname für die im August 2013 gegründete Betreibergesellschaft Deutsche Post Mobility wurde „ADAC Postbus“ verwendet. Bereits im Vorfeld der Gründung gab es vereinzelt Kritik am Einstieg der – in Deutschland heute – branchenfremden teilstaatlichen Post in den Fernbusmarkt. Im Sommer 2014 sollte das Engagement grundsätzlich überprüft werden, wie der zuständige Post-Vorstand Jürgen Gerdes angekündigt hat.
Für die Betriebsdurchführung wurden mittelständische Busunternehmen eingesetzt. Diese übernahmen dabei z. T. die komplette Betriebsabwicklung für bestimmte Regionen. Neben der Fahrleistung wurden auch die regionale Betriebslenkung sowie Abfertigung und Koordination der Abfahrten in den zugewiesenen Gebieten koordiniert, die posteigene Leitstelle steuerte von Bonn aus.
Mitte November 2014 gab der ADAC bekannt, die Kooperation mit der Deutschen Post aufzugeben und die Anteile nun komplett an die Deutsche Post abzugeben. Diese würde das Postbus-Netz ab Mai 2015 weiter ausbauen, kündigte Post-Vorstand Jürgen Gerdes an. Mit dem Ausstieg des ADAC stellte dieser den Fahrscheinverkauf in den ADAC-Geschäftsstellen ein, jedoch konnten Fahrgäste, die eine ADAC-Clubkarte besaßen, nach wie vor bei der Buchung einen Wunsch-Sitzplatz kostenfrei reservieren sowie ein zweites Gepäckstück unentgeltlich mitnehmen. Die Fernbushaltestelle ADAC-Zentrale in München wurde nach dem Ausstieg des ADAC aus dem Unternehmen aufgegeben. Im September 2015 führte Postbus eine der BahnCard ähnliche Rabattkarte ein, die Postbus-Karte, mit der der Fahrgast 25 % Rabatt auf Fahrscheine erhielt.
Am 3. August 2016 wurde die Übernahme des Postbusbetriebs durch den Marktführer Flixbus bekannt.
Die überwiegende Zahl der bis dahin bestehenden Postbus-Linien wurde ab dem 1. November 2016 in das Angebot von Flixbus überführt oder eingestellt, danach verkehrten nur noch die auch durch die Lufthansa als „Lufthansa Airport Bus“ vermarkteten Zubringer zum Flughafen München. Die innerdeutschen Flughafenzubringerlinien wurden am 15. Dezember 2016 eingestellt, die Verbindungen zwischen dem Münchner Flughafen und Salzburg sowie Innsbruck wurden noch bis zum 11. Februar 2017 bzw. bis zur Nacht vom 11. auf den 12. Februar 2017 fortgeführt. Damit endete der Busbetrieb von Deutsche Post Mobility.

## Fahrkartenkauf
Fahrkarten waren in allen Post- und Postbankfilialen und einer Auswahl von Postagenturen, telefonisch über die Buchungs- und Infohotline von Postbus und über das Internet erhältlich. Sofern noch freie Plätze vorhanden waren, konnten Fahrkarten auch kurz vor Fahrtbeginn beim Busfahrer erworben werden.

## Streckennetz
Im Oktober 2013 wurden zwei Linien befahren, die beide Köln und München auf verschiedenen Strecken miteinander verbanden. Ab dem Februar 2014 wurde das Angebot auf neun Linien erweitert, die nun etwa 30 der größten Städte Deutschlands mit rund 60 Bussen verbanden. Im Juni 2014 wurde die Verdoppelung der vom „ADAC Postbus“ angefahrenen Städte von 30 auf 60 ab August 2014 bekannt gegeben. Die Zahl der eingesetzten Busse blieb dabei mit 60 Stück konstant.
Zum 13. Mai 2015 sollte eigentlich das Streckennetz auf 120 Ziele anwachsen, aufgrund Verzögerungen bei behördlichen Genehmigungen wurde die Erweiterung allerdings erst zum 31. Mai 2015 durchgeführt. Hierfür wurden weitere Scania OmniExpress bestellt, die sich allerdings in Kleinigkeiten, wie integrierten Fahrradträgern, vom Vorgängermodell unterschieden.

## Fahrzeuge
Zum Einsatz kamen hauptsächlich Reisebusse von Scania (Scania OmniExpress) bzw. auf Scania-Fahrgestell (Van Hool Altano).
Die auf den Strecken Hamburg–Berlin, Hamburg–Halle–München sowie Berlin–München eingesetzten Reisebusse vom Typ Scania-Van Hool Altano waren mit einer Einstiegsrampe für Rollstuhlfahrer sowie Rollstuhl-Sitzplätzen in dem kleinen Niederflur-Bereich nahe dem Fahrerplatz ausgestattet, während sich die übrigen Fahrgastplätze wie bei den meisten Reisebussen erhöht befanden.

## Schnellbusse
Unter der Bezeichnung „Postbus Sprinter“ verkehrte eine Schnellbuslinie von Aachen über Bonn und Montabaur nach Frankfurt. Auf dieser Linie wurden 8-sitzige Mercedes-Benz-Kleinbusse eingesetzt. Die Preise lagen über denen der normalen Postbusverbindungen.

## Kooperationen
Im August 2015 kooperierte Postbus mit diversen nationalen und internationalen Unternehmen.
Auf den Strecken Saarbrücken – Flughafen Frankfurt, Kaiserslautern – Flughafen Frankfurt, Bonn – Flughafen Frankfurt und Regensburg – Flughafen München wurde eine Kooperation mit dem „Lufthansa Airport Bus“ eingegangen, wobei die Verbindungen ab Saarbrücken und Kaiserslautern vom Lufthansa Airport Bus durchgeführt wurden und die Verbindungen ab Bonn sowie Regensburg vom Postbus.
Auf Verbindungen nach Polen wurde eine Kooperation mit dem estnischen Anbieter SimpleExpress eingegangen.
Außerdem kooperierte Postbus auf diversen internationalen Linien mit Eurolines. Für Eurolines wurden hierdurch über 200 neue nationale Verbindungen buchbar, für Kunden des Postbus ergaben sich 16 neue internationale Ziele. Bemerkenswert hierbei war, dass mit Start des neuen Liniennetzes ab dem 31. Mai 2015 die Deutsche Touring, eigentlich Mitglied der Eurolines-Organisation, Buspartner bei Postbus wurde und seitdem mehrere nationale Linien mit dem Scania OmniExpress bediente.